# Eugenia vanderveldei
Eugenia vanderveldei är en myrtenväxtart som beskrevs av Ignatz Urban och Erik Leonard Ekman. Eugenia vanderveldei ingår i släktet Eugenia och familjen myrtenväxter. Inga underarter finns listade i Catalogue of Life.